# Tramvajová smyčka Dlabačov

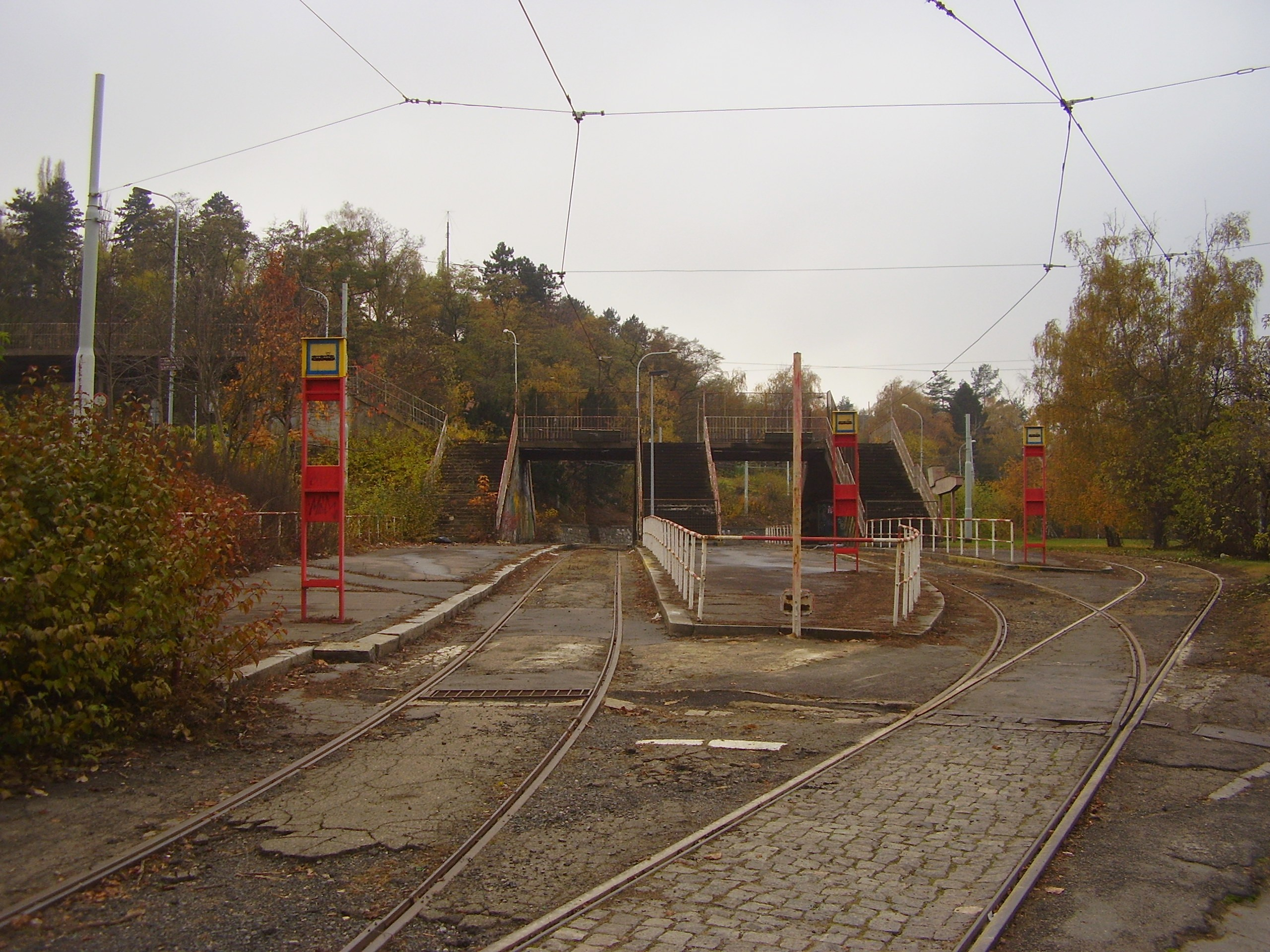
Nástupiště se zastávkami

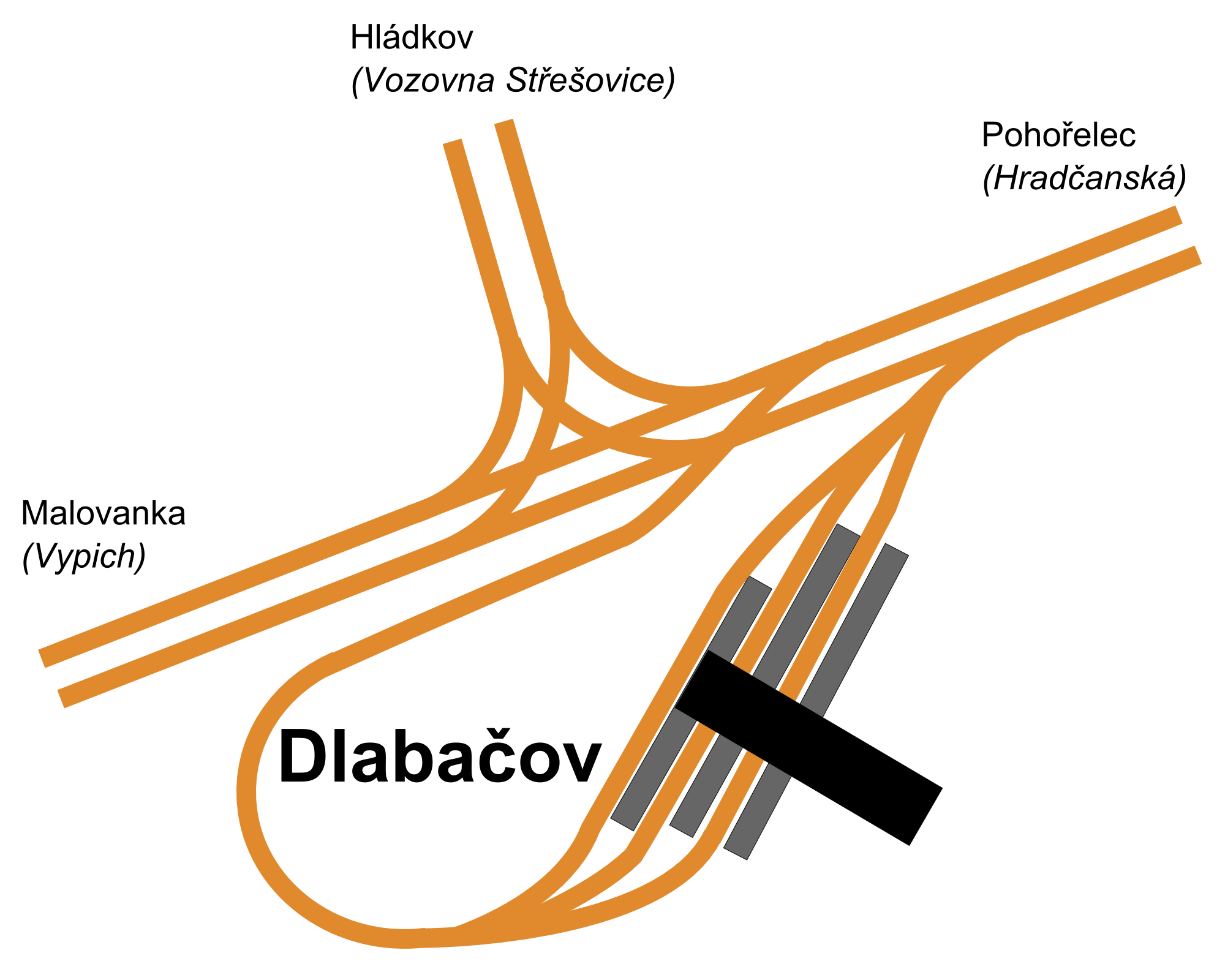
Schéma smyčky Dlabačov

Dlabačov je jedna ze dvou kapacitních tramvajových smyček (takzvaných tramvajových nádraží) v blízkosti strahovského stadionu v Praze, postavených v roce 1948 k návozu a odvozu účastníků a návštěvníků všesokolských sletů, později spartakiád. V současné době je využívána historickou linkou 42, která v zastávce Dlabačov začíná i končí svou jízdu. Od sousední 250 metrů vzdálené smyčky Královka (používající modrou barvu) je Dlabačov odlišen červeným nátěrem monumentu s názvem zastávky a červenou barvou označení spartakiádních linek zde končících.

## Historie výstavby
Smyčka byla uvedena do provozu 25. června 1948, 24 dní po sousední smyčce Královka. Od té doby neprošla žádnou rozsáhlejší rekonstrukcí, čemuž odpovídá i její zanedbaný technický stav.

## Popis

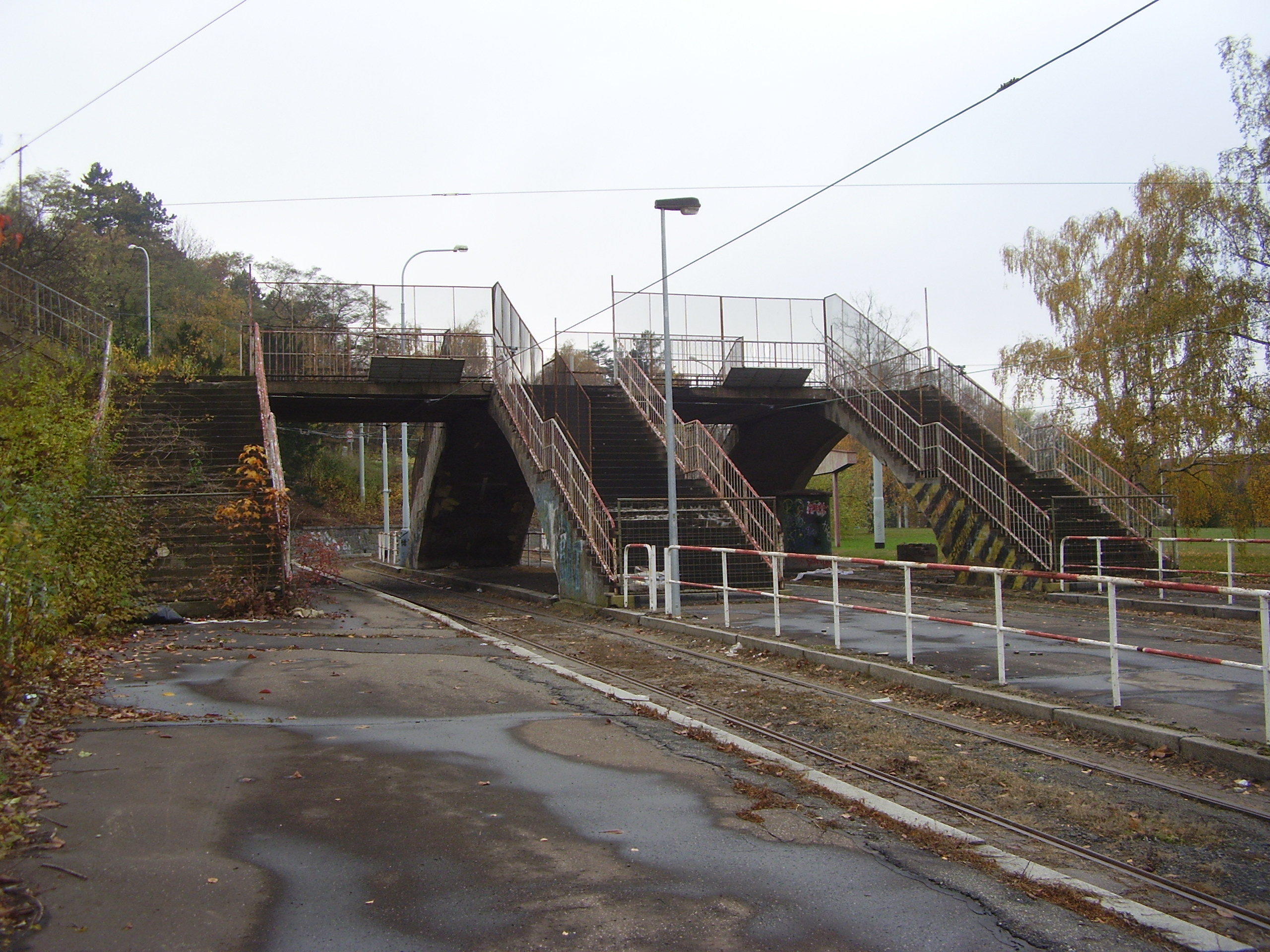
Nástupiště s nadchodem

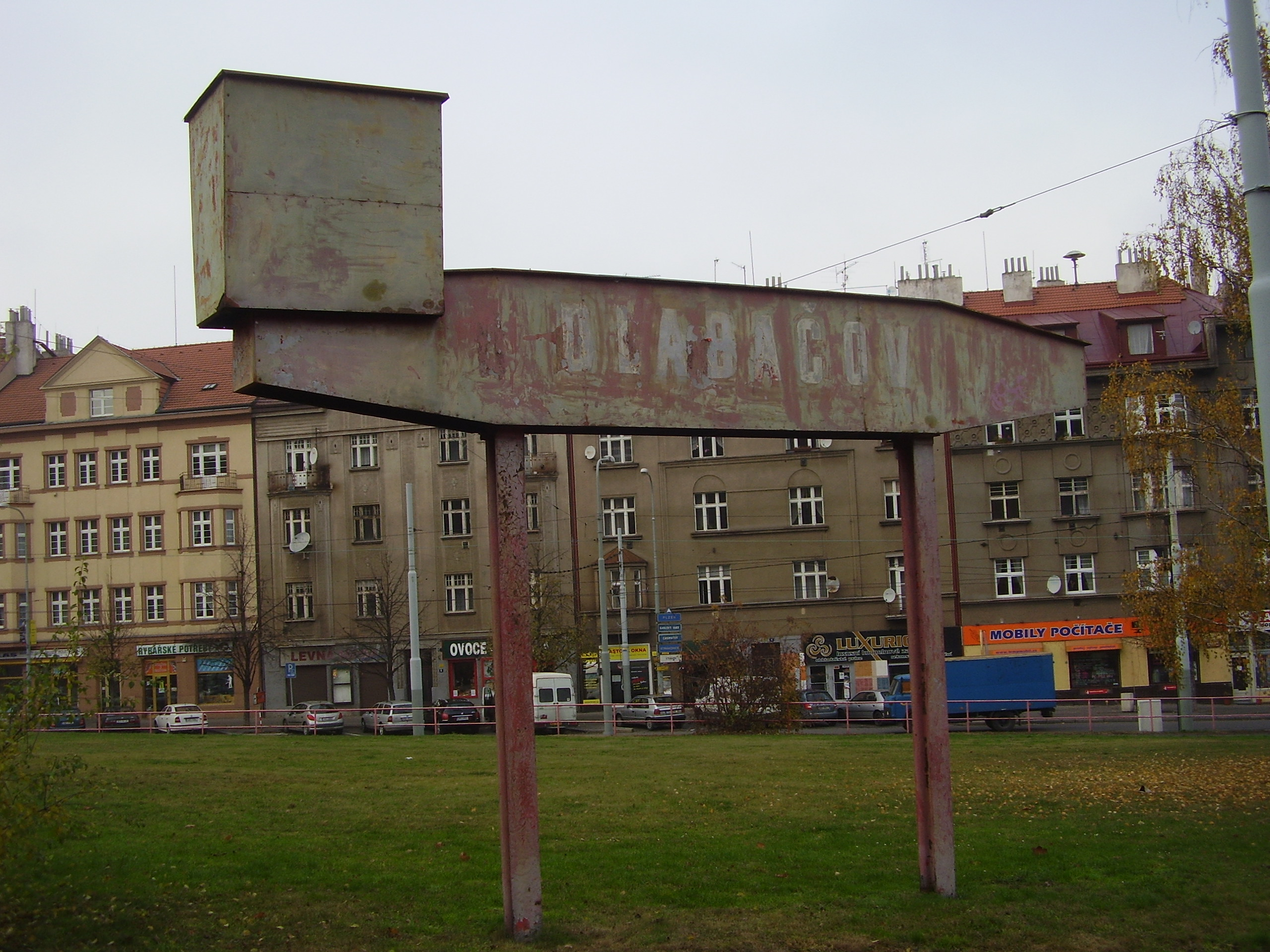
Původně červený monument s názvem smyčky

Smyčka leží na okraji Břevnova v těsné blízkosti Strahova, mezi ulicemi Vaníčkova, Diskařská a Dlabačov v sousedství autobusových zastávek Malovanka a nedaleko tramvajových zastávek Malovanka.
Smyčka je umístěna jako mezilehlá mezi zastávkami Pohořelec a Malovanka s možností vjezdu i výjezdu pouze levým obloukem z trati od Pohořelce. Vjezdová kolej kříží protisměrnou kolej tratě a dostává se do prostoru smyčky. Po jednokolejném oblouku se smyčka rozvětví na vnitřní a vnější kolej, ze které se dále odděluje kolej střední. V přímém úseku smyčky v její odjezdové části má každá ze tří rovnoběžných kolejí po své pravé straně nástupiště. Za nástupišti se spojují nejdříve vnitřní a střední kolej a později i vnější. Sjezdovou výhybkou se smyčka připojuje zpět k trati mířící na Pohořelec. Obratiště tedy není propojeno s téměř protilehlým vyústěním tratě od vozovny Střešovice. Toto řešení umožňuje, že tato dopravní větev provozně a energeticky nekoliduje s provozní větví ze smyčky Královka do Myslbekovy ulice. Vjezd do smyčky ani výjezd z ní není vybaven žádnou signalizací.
Potřebě odbavení velkého množství cestujících v krátkém čase odpovídá řešení přístupu na všechna tři nástupiště ocelovou lávkou, která vede z Vaníčkovy ulice, překračuje Diskařskou ulici a umožňuje mimoúrovňový přístup ke každému nástupišti zvlášť, přičemž samostatná schodiště vedou jak k výstupní části nástupišť, tak k nástupní. Výstupní prostory jsou umístěny v zadní části těchže nástupištních hran, které jsou určeny pro nástup, avšak na rozdíl od smyčky Královka nemají výstupní zastávky samostatná označení (zastávkové sloupky) – zastávkové sloupky jsou pouze v čele nástupišť.
Trať smyčky je klasické pražcové konstrukce, u výhybek zadlážděná, ve zbylé části krytá vyžilým asfaltem, kterým mnohde prorůstá tráva. Deponovací kapacita smyčky je 26 vozů T3.

## Provoz
Poprvé smyčka sloužila na přelomu června a července 1948 při 11. sokolském sletu, později při konání spartakiád či jiných významných akcí na strahovském stadionu.
Smyčka byla naposledy využívána v roce 2004 k ukončení zkrácených linek při opravách křižovatky Malovanka. V současnosti pravidelně neslouží žádné tramvajové lince a není využívána ani při akcích na blízkém Strahově, obvykle ani k odstavovaní vadných vlaků ani k obracení zpožděných. Od roku 2021 má být využívána k ukončení historické linky 42.
Vnitřní kolej smyčky je sjízdná pro všechny typy vozů, střední a vnější kolej není sjízdná pro vozy KT8D5R.N2P, 15T a T3R.PLF. Vnější kolej není dále sjízdná pro typ T6A5. Nadchod nad nástupišti je z bezpečnostních důvodů uzavřen.